# Debemur Morti Productions
Debemur Morti Productions je nezávislé francouzské hudební vydavatelství založené v roce 2003 Philippem Moreirou v Paříži a specializující se na black metal a související undergroundové žánry. 
Na vydaných nahrávkách používá katalogové číslo se zkratkou DMP.
Podle vlastního vyjádření chce vydavatelství upřednostňovat kvalitu před kvantitou a umění před komercí. Postupem času se do stáje Debemur Morti Productions podařilo přilákat některé ne zcela neznámé kapely a label se otevřel i některým dalším spřízněným metalovým i jiným žánrům.
Na začátku roku 2014 vydalo Debemur Morti Productions k výročí 10 let existence minialbum Debemur MoRTi francouzské blackmetalové kapely Blut aus Nord, které bylo zároveň 100. vydanou nahrávkou firmy.

## Kapely
Seznam vybraných kapel, jejichž desky vyšly u Debemur Morti Productions:
- Aara
- Archgoat
- Arckanum
- Arkona
- Behexen
- Blut aus Nord
- Celestial Bloodshed
- Crimson Moon
- Dødsengel
- Godkiller
- Haemoth
- Hell Militia
- Horna
- In the Woods…
- Inferno
- Manes
- Óreiða
- Pestifer
- Pestilength
- Rauhnåcht
- Setherial
- Slidhr
- Sühnopfer
- Tenebrae in Perpetuum
- Ulcerate
- Wallachia